# 교주도
교주도(交州道)는 고려의 행정구역으로, 지금의 강원도 영서 지방을 관할하였다.

## 역사
본래 동계의 일부였는데, 1178년(명종 8년)에 춘주(春州), 동주(東州), 교주(交州)를 분할하여 춘주도(春州道)를 설치하였다. 뒤에 동주도(東州道)로 개칭하였다가, 1263년(원종 4년)에 교주도(交州道)로 개칭하였다.
1314년(충숙왕 원년)에 회양도(淮陽道)도 개칭하였다(전국의 목(牧)을 정리하면서 교주목이 회양부(淮陽府)로 강등되었기 때문이다). 1388년(우왕 14년)에 강릉도와 통합하여 교주강릉도(交州江陵道)로 하고 충주목이 관할하던 평창군을 편입하였다. 1391년(공양왕 3년) 경기(京畿)를 확장하면서 철원군 등이 경기에 편입되고, 1395년에 강원도가 되었다.

## 행정 구역
고려사를 기준으로 교주도는 3주, 5군, 20현을 관할하였다.
| 주         | 현재 지명     | 속현           | 현재 지명                                             |
| ---------- | ------------- | -------------- | ----------------------------------------------------- |
| 교주(交州) | 강원도 회양군 | 장양군(長楊郡) | 강원도 금강군 현리                                    |
| 교주(交州) | 강원도 회양군 | 금성군(金城郡) | 강원도 김화군                                         |
| 교주(交州) | 강원도 회양군 | 남곡현(嵐谷縣) | 강원도 세포군 현리                                    |
| 교주(交州) | 강원도 회양군 | 통구현(通溝縣) | 강원도 창도군                                         |
| 교주(交州) | 강원도 회양군 | 기성현(岐城縣) | 강원도 창도군 기성리                                  |
| 교주(交州) | 강원도 회양군 | 화천현(和川縣) | 강원도 금강군 화천리                                  |
| 춘주(春州) | 강원도 춘천시 | 가평군(嘉平郡) | 경기도 가평군                                         |
| 춘주(春州) | 강원도 춘천시 | 낭천군(狼川郡) | 강원도 화천군                                         |
| 춘주(春州) | 강원도 춘천시 | 기린현(基麟縣) | 강원도 인제군 기린면                                  |
| 춘주(春州) | 강원도 춘천시 | 조종현(朝宗縣) | 경기도 가평군 조종면                                  |
| 춘주(春州) | 강원도 춘천시 | 인제현(麟蹄縣) | 강원도 인제군                                         |
| 춘주(春州) | 강원도 춘천시 | 횡천현(橫川縣) | 강원도 횡성군                                         |
| 춘주(春州) | 강원도 춘천시 | 홍천현(洪川縣) | 강원도 홍천군                                         |
| 춘주(春州) | 강원도 춘천시 | 문등현(文登縣) | 강원도 금강군 문등리                                  |
| 춘주(春州) | 강원도 춘천시 | 방산현(方山縣) | 강원도 양구군 방산면                                  |
| 춘주(春州) | 강원도 춘천시 | 서화현(瑞禾縣) | 강원도 인제군 서화면, 금강군 이포리                   |
| 춘주(春州) | 강원도 춘천시 | 양구현(楊溝縣) | 강원도 양구군                                         |
| 동주(東州) | 강원도 철원군 | 김화군(金化郡) | 강원도 철원군 김화읍, 서면, 근남면, 근북면, 근동면    |
| 동주(東州) | 강원도 철원군 | 삭녕현(朔寧縣) | 경기도 연천군, 강원도 철원군, 개성시 장풍군의 각 일부 |
| 동주(東州) | 강원도 철원군 | 평강현(平康縣) | 강원도 평강군                                         |
| 동주(東州) | 강원도 철원군 | 장주현(漳州縣) | 경기도 연천군                                         |
| 동주(東州) | 강원도 철원군 | 승령현(僧嶺縣) | 강원도 철원군 가승리                                  |
| 동주(東州) | 강원도 철원군 | 이천현(伊川縣) | 강원도 이천군                                         |
| 동주(東州) | 강원도 철원군 | 안협현(安峽縣) | 강원도 철원군                                         |
| 동주(東州) | 강원도 철원군 | 동음현(洞陰縣) | 경기도 포천시 영중면                                  |

## 같이 보기
- 경상도
- 전라도
- 양광도
- 북계
- 동계
- 강원도